# 201P/LONEOS
La comète LONEOS 4, officiellement 201P/LONEOS, est une comète périodique du système solaire, découverte le 10 septembre 2001 par le programme LONEOS.